# Ломка (серіал)
Ломка (англ. Dopesick) — американський драматичний міні-серіал, створений Денні Стронгом для Hulu про опіоїдну епідемію в США. Заснований на документальній книзі Бет Мейсі «Ломка: дилери, лікарі та фармацевтична компанія, що підсадила Америку» (англ. «Dopesick: Dealers, Doctors, and the Drug Company that Addicted America»). Серіал вийшов у ефір 13 жовтня 2021 року та завершився 17 листопада 2021 року після восьми епізодів.
Серіал отримав в основному позитивні відгуки від критиків, з особливою похвалою за гру акторів, особливо Кейтлін Девер та Майкла Кітона. На 74-й церемонії вручення премії Прайм-тайм «Еммі» серіал отримав чотирнадцять номінацій, у тому числі за найкращий мінісеріал або серіал-антологію, а також номінації за акторські ролі для Кітона, Девер, Уілла Поултера, Пітера Сарсгаарда, Майкла Стулбарга та Маре Віннінгем, а Кітон переміг у номінації за найкращу чоловічу роль у мінісеріалі або серіалі-антології, або телефільмі. Крім того, Кітон також отримав головну чоловічу роль на 79-й церемонії вручення премії «Золотий глобус», 28-й премії Гільдії кіноакторів та 12-й премії Вибір телевізійних критиків.

## Сюжет
«Ломка» оповідає про боротьбу з опіоїдною залежністю в США, на тому, як це впливає на окремих людей і сім'ї, на ймовірних конфліктах інтересів за участю Purdue Pharma та різних державних установ, зокрема Управління з контролю за продуктами й ліками й Міністерство юстиції Сполучених Штатів, та, нарешті, про судову справу проти Purdue Pharma за їхню розробку, тестування та маркетингу препарату OxyContin.

## Актори та персонажі
Образи більшості персонажів серіалу є вигаданими чи сконструйованими; Маунткасл, Рамсієр та члени родини Саклерів — єдині головні герої, засновані безпосередньо на реальних особистостях.

### Головні ролі
- Майкл Кітон — Семюел Фіннікс
- Пітер Сарсгаард — Рік Маунткасл
- Майкл Стулбарг — Річард Саклер
- Вілл Поултер — Біллі Катлер
- Джон Хугенаккер — Ренді Рамсієр
- Кейтлін Девер — Бетсі Маллум
- Розаріо Доусон — Бріджит Мейер

### Другорядні
- Філліпа Су — Ембер
- Джейк Макдорман — Джон Браунлі
- Рей Маккіннон — Джеррі Маллум
- Клеопатра Коулмен — Грейс Пелл
- Джейн Рей Ньюмен — Кейт Саклер
- Андреа Франкл — Бет Саклер
- Вілл Чейз — Майкл Фрідман
- Ребекка Уайсокі
- Міген Фей — сестра Бет Дейвіс
- Тревор Лонг — Руді Джуліані

## Виробництво
Основні зйомки розпочалися в грудні 2020 року у Річмонді та Кліфтон-Форджі, штат Вірджинія й тривали до травня 2021 року. Як місце зйомок також розглядалися Північна Кароліна та Джорджія, проте Вірджинія була обрана через її податкові пільги та зручне розташування.

## Відгуки
На сайті-агрегаторі рецензій Rotten Tomatoes рейтинг схвалення становив 89 % із середнім рейтингом 7,7/10 на основі 70 відгуків критиків. Консенсус критиків веб-сайту каже: «Іноді „Ломка“ тоне під вагою власної теми, але потужні роботи Майкла Кітона і Кейтлін Девер та чуйний підхід до справжніх людей, які постраждали від опіоїдної кризи, створюють болісну драму». Сайт Metacritic, який використовує середньозважену оцінку, присвоїв 68 зі 100 на основі 25 критиків, вказуючи на «загалом схвальні відгуки».